# Chromatomyia gentianella
Chromatomyia gentianella este o specie de muște din genul Chromatomyia, familia Agromyzidae, descrisă de Friedrich Georg Hendel în anul 1932. Conform Catalogue of Life specia Chromatomyia gentianella nu are subspecii cunoscute.